# Aldo Cavalli
Aldo Cavalli (Lecco, 18. listopada 1946.) je talijanski prelat Katoličke Crkve koji se pridružio diplomatskoj službi Svete Stolice 1979. i služio je kao apostolski nuncij od 1996. do 2021. godine. U studenom 2021. postao je apostolski vizitator za Međugorje.

## Životopis
Cavalli je rođen u Leccu u Italiji 18. listopada 1946. godine. Dana 18. ožujka 1971. zaređen je za svećenika u Bergamu. Zatim je nekoliko godina predavao književnost u sjemeništu dok je studirao politologiju i društvene znanosti. Godine 1975. započeo je studij diplomacije na Papinskoj crkvenoj akademiji. Studirao je kanonsko pravo i teologiju te završio studij politologije.
Cavalli se pridružio diplomatskoj službi Svete Stolice 15. travnja 1979. i obavljao je zadatke u Burundiju, Angoli, São Tomeu i Príncipeu, Čileu, Kolumbiji, Libiji i Malti.
Cavallija je 2. srpnja 1996. papa Ivan Pavao II. imenovao apostolskim delegatom u Angoli, apostolskim nuncijem u São Tomeu i Principeu te naslovnim nadbiskupom Vibo Valentije. Biskupsko posvećenje primio je od kardinala Angela Sodana 26. kolovoza. Njegov naslov u Angoli promijenjen je u apostolskog nuncija 1. rujna 1997.
Dana 28. lipnja 2001., papa Ivan Pavao II. imenovao ga je apostolskim nuncijem u Čileu.
Dana 29. listopada 2007. papa Benedikt XVI. imenovao ga je apostolskim nuncijem u Kolumbiji. U travnju 2011. godine, progovorio je protiv predloženog zakona u Kolumbiji kojim bi se legaliziralo posvajanje djece od istospolnih parova.
Dana 16. veljače 2013. papa Benedikt XVI. imenovao ga je apostolskim nuncijem na Malti, a 13. travnja papa Franjo dodao mu je odgovornosti apostolskog nuncija u Libiji.
Dana 21. ožujka 2015. papa Franjo ga je imenovao  apostolskim nuncijem u Nizozemskoj. Dana 3. srpnja 2015. predao je svoje vjerodajnice kao izvanredni i opunomoćeni veleposlanik u Organizaciji za zabranu kemijskog oružja.
Dana 27. studenog 2021. papa Franjo imenovao ga je posebnim apostolskim vizitatorom za župu Međugorje.